# Bukowiec (Łódź)
Bukowiec [pronunciación en polaco: /buˈkɔvjɛt͡s/] es un pueblo ubicado en el distrito administrativo de Gmina Brójce, dentro del condado de Łódź Este, Voivodato de Łódź, en el centro de Polonia. El pueblo tiene una población de 1.000 habitantes. Se encuentra a unos 3 kilómetros al noreste de Brójce y a 18 kilómetros al sureste de la capital regional Łódź .